# NGC 6210
NGC 6210是一個位於武仙座的行星狀星雲；距離地球約6500光年。該星雲形狀像一隻烏龜，中心是瀕死的白矮星。1825年由俄國天文學家瓦西里·雅可夫列维奇·斯特鲁维發現。

## 內部結構
形成 NGC 6210 的前身星質量推測比太陽稍小。該星雲內部的結構因為垂死恆星的多次噴發，形成不同層次的複雜結構。外部較暗的部份（影像中為紅色）看起來像海龜的殼，直徑約 1.6 光年；而內部較亮的部份看起來則像鸚鵡螺的殼，直徑約 0.5 光年。
下方假色影像中佔據大部分區域的紅色是代表氫，藍色代表一次電離的氧離子，綠色則是二次電離的氧離子。

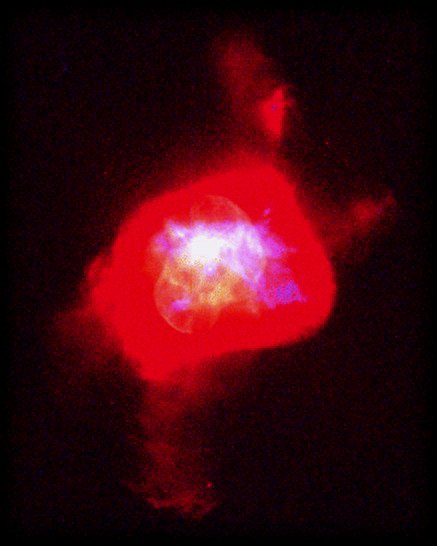
哈伯太空望遠鏡拍攝的 NGC 6210 中心影像 版權: HST/NASA/ESA.

## 外部連結
- HubbleSite NewsCenter Hubble picture and information on NGC 6210（页面存档备份，存于）
- Astronomy Picture of the Day NGC 6210: The "Turtle in Space" Planetary Nebula（页面存档备份，存于）
- Turtle in Space Describes New Hubble Image（页面存档备份，存于）
- An Odd Planetary Nebula in Hercules（页面存档备份，存于）
- 哈勃望远镜拍到6500光年外濒死恒星生命最后时刻
- SEDS NGC 6210（页面存档备份，存于）
- The NGC/IC Project